# 发酵厌氧杆菌属
发酵厌氧杆菌属（学名：Anoxybacter）是盐厌氧菌目下的一个属。科的地位未定。本属的惟一种分离自东太平洋海隆深海热液硫化沉积物。

## 下属物种
本属包括以下物种：
- 铁发酵厌氧杆菌 Anoxybacter fermentans Zeng et al., 2015[2]